# جوليان داكوستا
جوليان داكوستا (بالفرنسية: Julien Dacosta)‏ هو لاعب كرة قدم فرنسي في مركز الدفاع، ولد في 29 مايو 1996 في مارسيليا في فرنسا. لعب مع نادي نيور.

## وصلات خارجية
- جوليان داكوستا على موقع رابطة كرة القدم الفرنسية للمحترفين (الإنجليزية)
- جوليان داكوستا على موقع قاعدة بيانات كرة القدم.إي يو (الإنجليزية)
- جوليان داكوستا على موقع Soccerway.com (الإنجليزية)